# Atletica leggera ai II Giochi panafricani giovanili
Le gare di atletica leggera ai II Giochi panafricani giovanili si sono disputate a Gaborone, Botswana, dal 28 al 31 maggio 2014.